# Małgorzata Kozaczuk
Małgorzata Kozaczuk, née le 6 juin 1988, est une escrimeuse polonaise, pratiquant le sabre.

## Palmarès
- Championnats de Pologne
  -  Médaille d'or par équipes aux championnats de Pologne à six reprises
  -  Médaille d'argent en individuel aux championnats de Pologne à deux reprises
  -  Médaille d'argent par équipes aux championnats de Pologne à trois reprises
  -  Médaille de bronze en individuel aux championnats de Pologne à cinq reprises
  -  Médaille de bronze par équipes aux championnats de Pologne à deux reprises